# 駒場野公園
駒場野公園（こまばのこうえん）は、東京都目黒区駒場にある目黒区立の公園である。

## 歴史
当地も含め一帯は明治期には駒場農学校（後の東京帝国大学農学部や東京教育大学農学部）があったところで、駒場野公園付近は東京教育大学農学部が長らくあったところで盛んに農業教育が行われていたところであった。1978年に東京教育大学は閉学され筑波大学に機能を譲り、つくば市に移転した。跡地の一角が公園として整備され1986年に目黒区立駒場野公園として開園し現在に至っている。当地にあった駒場農学校は札幌農学校と共に日本における近代農学の発展を担った重要な学校であり、駒場野公園の一角には近代期における日本での肥料や土壌研究に関して大いに功績を残したお雇い外国人・オスカル・ケルネルが駒場農学校で教鞭をとっていた時に使用していた実習用の田んぼが現在でも維持・保存されており「ケルネル田圃」として知られている。（維持・管理は近接してある筑波大学附属駒場中学校・高等学校の生徒たちが行っている）
他に公園の一角に駒場野自然観察舎という展示室があり、動植物に関する資料に触れることができる。他に園内には樹木などが豊富にあり身近に自然に触れられる公園として整備されている。
夏場は子供達がザリガニ釣りをしている。

## 主な施設
- ケルネル田圃

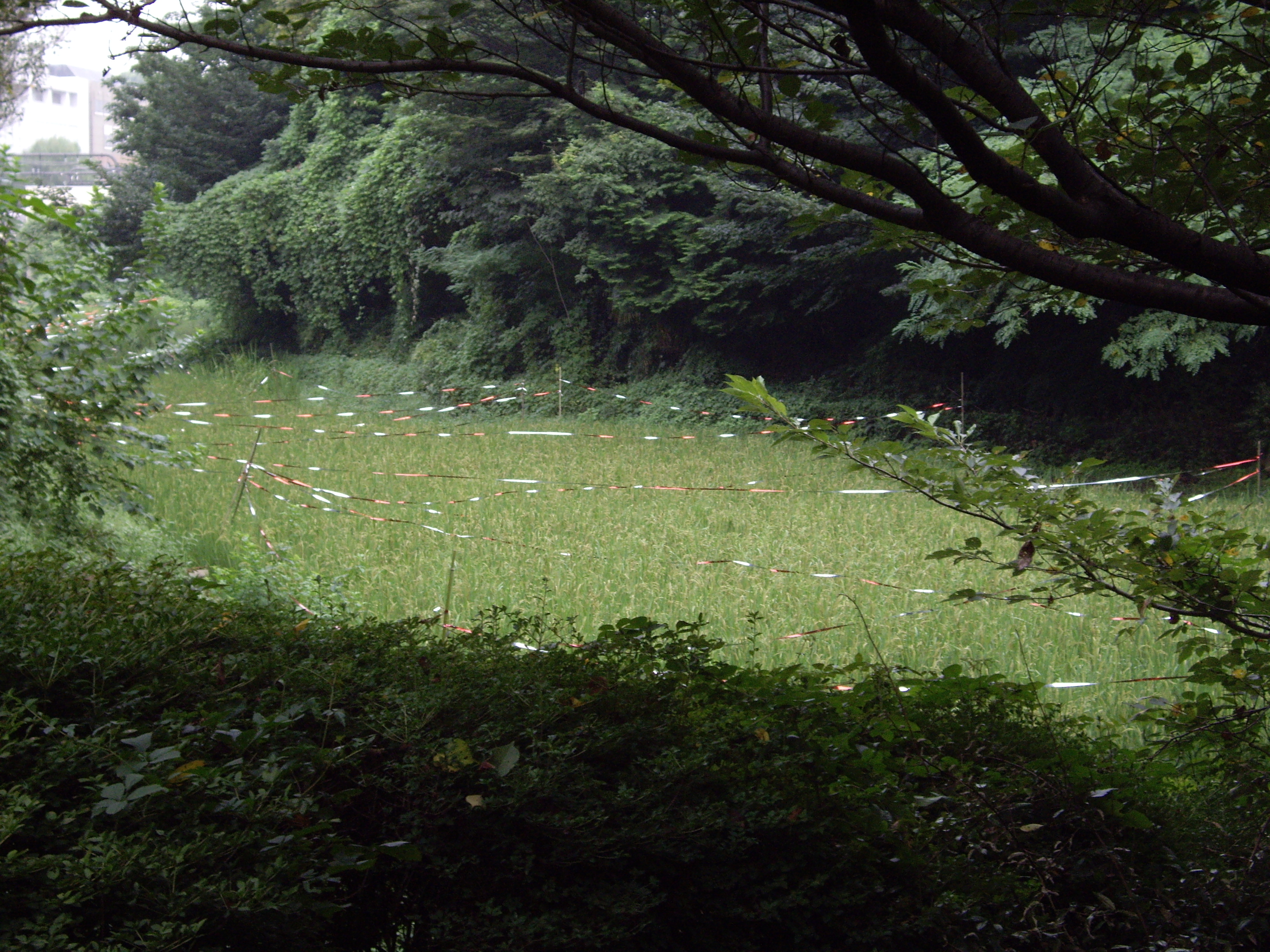
ケルネル田圃の様子

- 駒場野自然観察舎（月曜日と火曜日が定休日。利用は午前9時30分より午後4時30分まで）
- デイキャンプ場（利用に関しては問い合わせの事）
- テニスコート、ゲートボール場（テニス兼用）
- 駒場体育館
  - 公園に隣接してある総合体育館。
  - 屋内プール（6コース）、トレーニング室、ランニングコース（1.3m×110m）が備えられている。
  - 体育室は、バスケットボールコート1面、バレーボールコート2面、バドミントンコート6面、卓球台16台がある。

面積:28,584m²

## 近隣施設
- 東京大学駒場キャンパス
- 日本民藝館
- 駒場公園
- 大学入試センター - 本公園に隣接し、こちらも旧東京教育大学の校地にあたる。

## アクセスなど
- 京王井の頭線・駒場東大前駅より徒歩5分。
- 開園時間:公園は常時開園。
  - デイキャンプ場の利用は、日中のみ。
  - 駒場体育館は体育室やプールは9〜22時、トレーニング室は9〜21時、テニスコートは9〜19時。
- 駐車場:なし
- 料金:入園無料。駒場体育館の利用は有料なので利用に関しては問い合わせのこと。